# Der Glöckner von Notre Dame (1923)

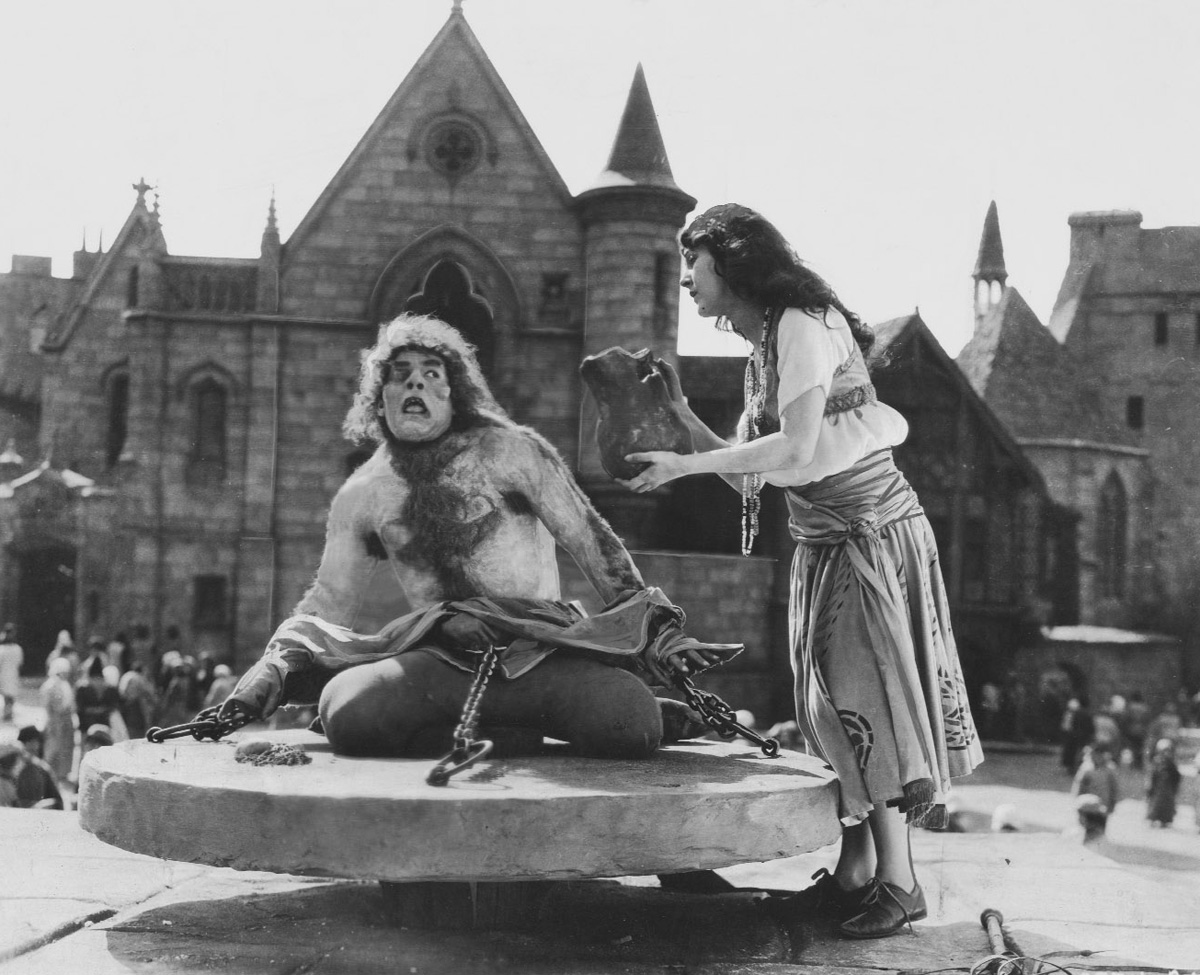
Chaney und Miller in einer Szene des Films

Der Glöckner von Notre Dame ist der Titel einer Literaturverfilmung, die auf dem Roman Der Glöckner von Notre-Dame von Victor Hugo basiert.

## Handlung
Quasimodo, der mit schweren Fehlbildungen auf die Welt kam, lebt als Glöckner, Ausgestoßener und Eremit in einem Glockenturm der Pariser Kathedrale Notre Dame. Beim Fest der Narren sieht er Esmeralda, eine bei Zigeunern aufgewachsene Schönheit, und ist von ihr fasziniert. Doch auch Clopin, der der König der Bettler ist und Esmeralda von den Zigeunern befreit hatte, sowie Dom Claude, der Erzdekan der Kathedrale, und dessen jüngerer Bruder, der Priester Jehan, finden Gefallen an Esmeralda. Als Jehan und Quasimodo versuchen, Esmeralda zu entführen, werden sie von der königlichen Wache ertappt; Jehan kann fliehen, Quasimodo wird gefangen genommen. Esmeralda verliebt sich in Phoebus, der der Anführer der königlichen Wache und seinerseits mit Fleur de Lys verlobt ist.
Am nächsten Tag wird Quasimodo vom König öffentlich ausgepeitscht und in Ketten gelegt. Esmeralda gibt ihm einen Krug Wasser zu trinken; Claude befreit ihn von seinen Ketten. Phoebus und Jehan buhlen nun um Esmeraldas Gunst. Als Phoebus das Rennen zu machen scheint, wird er von Jehan niedergestochen. Jedoch wird Esmeralda für die Täterin gehalten und zum Tode verurteilt. Der tot geglaubte, in Wahrheit aber schwer verletzte Phoebus versucht nun, wie Clopin und Quasimodo, Esmeralda zu befreien. Quasimodo und Claude verstecken Esmeralda im Glockenturm. Die von Clopin mobilisierte Bevölkerung stürmt die Kathedrale; Quasimodo und Phoebus leisten Gegenwehr. Als Jehan Esmeralda bedrängt, wird er von Quasimodo vom Kirchturm hinuntergeworfen. Phoebus und Esmeralda sind wieder vereint; Quasimodo stirbt.

## Hintergründe
Lon Chaney erwarb 1921 die Rechte an dem Roman und machte sich auf die Suche nach einem Produzenten und Geldgeber. Er stieß auf das Interesse von Irving Thalberg, der unter die seiner Meinung nach seichten Produktionen seines Studios Universal mit einem Großprojekt einen Schlussstrich ziehen wollte. So wurden für den Film auch Kulissen in bis dahin noch nicht dagewesenem Ausmaß gebaut; sie wurden jedoch 1967 bei einem Brand zerstört.
Ferner forderte der Film Lon Chaneys Talent als Maskenbilder, da er Wert auf ein der literarischen Vorlage entsprechendes Aussehen von Quasimodo legte. Die künstliche Warze auf dem rechten Auge kostete Lon Chaney einen Teil seiner Sehkraft. Der künstliche Buckel bestand aus Gips und wog laut Werbung der Universal 72 Pfund, in Wahrheit aber etwas mehr als 10 Kilogramm.
Neben dem Produktionsaufwand für den Film war auch das Ausmaß neu, in dem die Presse die Erwartungshaltungen an Der Glöckner von Notre Dame schürte. So wurden Berichte über die intensiven Dreharbeiten sowie der Hauptdarsteller Lon Chaney zu wichtigen Werbefaktoren für den Film.
Die Uraufführung fand am 30. August 1923 in der Carnegie Hall in New York statt.

## Einordnung
Von den sieben Verfilmungen des Romans, ohne die Disney-Variante, ist dies schon die fünfte Verfilmung. Es folgten nur noch die Varianten mit Maureen O’Hara und Gina Lollobrigida in den Rollen der Esmeralda 1939 und 1956.

## Auszeichnungen
2001 gewann Kevin Saunders Hayes beim Avignon/New York Film Festival den Honorary Roger-Preis für seine neu komponierte Musik für den Film.

## Kritiken
„Die erste monumentale Verfilmung von Victor Hugos Romanklassiker, der zuvor in einigen Kurzversionen das Licht der Leinwand erblickte. Die für damalige Verhältnisse rasant geschnittene Fassung war lange Zeit prägend für das Genre des Monumentalfilms und ebnete die Karrieren von Darsteller Lon Chaney und Produzent Irving Thalberg.“